# Tiofläckig vedsvampbagge
Tiofläckig vedsvampbagge (Mycetophagus decempunctatus) är en skalbaggsart som beskrevs av Fabricius 1801. Tiofläckig vedsvampbagge ingår i släktet Mycetophagus, och familjen vedsvampbaggar. Enligt den svenska rödlistan är arten sårbar i Sverige. Arten förekommer i Götaland, Gotland, Öland, Svealand, Nedre Norrland och Övre Norrland. Artens livsmiljö är skogslandskap, jordbrukslandskap.